# Asesinato de Alison Parker y Adam Ward
El asesinato de Alison Parker y Adam Ward se produjo el 26 de agosto de 2015, cuando la periodista Alison Parker, de 24 años de edad, y el reportero gráfico Adam Ward, de 27 años de edad, empleados del canal afiliado a CBS WDBJ de Roanoke, Virginia, Estados Unidos, estaban llevando a cabo una entrevista de televisión en vivo cerca de Smith Mountain Lake en Moneta, Virginia con Vicki Gardner, una líder de la cámara de comercio local, y fueron atacados por un hombre armado. Parker y Ward murieron, mientras que Gardner fue gravemente herida, pero sobrevivió. Parker y Ward fueron respectivamente el séptimo y octavo periodista en ser asesinado en la línea de trabajo en los Estados Unidos desde 1992.
El pistolero se confirmó más tarde que fue Vester Lee Flanagan II, de 41 años de edad, también conocido por el seudónimo profesional de Bryce Williams, un exreportero en WDBJ. La estación lo despidió por conducta perjudicial o antisocial en 2013. Después de una persecución de vehículos con agentes de la policía que duró casi cinco horas, Flanagan se disparó en la cabeza y murió más tarde en un hospital.

## Eventos
Parker y Ward estaban llevando a cabo una entrevista en vivo con Gardner en Bridgewater Plaza en Moneta, Virginia, sobre los próximos eventos para el 50.° aniversario de Smith Mountain Lake, a 42 km de Roanoke. El tiroteo se produjo a las 6:46 a. m., en medio del segmento, transmitido por la mañana en el programa matutino de noticias de WDBJ Mornin'. El video del incidente mostró a Parker realizando la entrevista, antes de que se escucharan al menos ocho disparos, seguido de gritos. La cámara de Ward cayó al suelo, capturando brevemente la imagen de Flanagan con una pistola Glock 9 mm, antes de la emisión cambiara de nuevo a la presentadora de Mornin' Kimberly McBroom, aparentemente confundida por lo que acababa de suceder. Más tarde dijo que creía que los ruidos podrían haber sido una deflagración de escape de un coche o tiros en el fondo.
Se confirmó que Parker y Ward murieron en el lugar, mientras que Gardner recibió un disparo en la espalda. Fue admitida posteriormente a cirugía y sobrevivió. Un total de quince disparos fueron realizados durante el tiroteo. Después de revisar el vídeo del incidente de la cámara caída de Ward, el personal de la sala de redacción de WDBJ identificó a Flanagan como el probable pistolero. Ellos alertaron al gerente de la estación Jeffrey Marks, quien pasó la información al sheriff del condado. A las 8:23 a. m., Flanagan envió un fax a ABC News y llamó por teléfono poco después de las 10:00 a. m., haciendo una confesión. Durante la persecución que siguió, las autoridades rastrearon el celular de Flanagan para localizarlo.
Después de abandonar su Ford Mustang en el Aeropuerto Regional de Roanoke, Flanagan condujo un Chevrolet Sonic alquilado al este por la I-66 en el condado de Fauquier. Un lector de placa automático en una patrulla de la Policía del Estado de Virginia identificó el Sonic alquilado a las 11:20 a. m. La policía pidió refuerzos y trató de iniciar una parada de tráfico, pero Flanagan se alejó a toda velocidad. Después de una persecución de menos de tres kilómetros, el coche de Flanagan corrió a un lado de la carretera y chocó contra un muro de contención. Flanagan fue encontrado en el interior del coche con heridas de bala, que fueron aparentemente autoinfligidas mientras conducía. Flanagan fue trasladado en helicóptero al Hospital Inova Fairfax en Falls Church, Virginia, donde fue declarado muerto a las 1:26 p. m.

## Víctimas
- Alison Parker (19 de agosto de 1991 – 26 de agosto de 2015) creció en Martinsville, Virginia, y asistió al Colegio Universitario Patrick Henry y a la Universidad James Madison. Ella realizó su internado en WDBJ en 2012, trabajó en Carolina del Norte en WCTI,[22] y luego fue contratada por WDBJ en 2014 como corresponsal de Mornin'.[4][23] Ella se había mudado con su novio Chris Hurst, un presentador de noticias en la estación.[24][25] Ella murió en el lugar del tiroteo.
- Adam Ward (c. 1988 – 26 de agosto de 2015) creció en Salem, Virginia, y se graduó de Virginia Tech en 2011. Había trabajado en la estación desde julio de ese año.[26] En el momento de su muerte, estaba comprometido con la productora de WDBJ Melissa Ott.[24] Murió en la escena del tiroteo.
- Vicki Gardner, la entrevistada, sobrevivió a una herida de bala en la espalda. Originaria de Union Springs, Nueva York, ha sido la directora de la Cámara Regional de Comercio de Smith Mountain Lake durante trece años.[27] Después de la cirugía, Gardner se encontraba en condición estable.[1][27][28]

## Perpetrador
Vester Lee Flanagan II (San Francisco, California; 8 de octubre de 1973 – Falls Church, Virginia; 26 de agosto de 2015) fue identificado como el autor del delito. Fue un periodista originario de Oakland, California. Flanagan asistió a la Universidad Estatal de San Francisco, donde obtuvo un título en radio y la televisión en 1995. Realizó un internado en KPIX en San Francisco en 1993, a veces trabajando allí como asistente de producción y escritor de noticias de fin de semana. Antes de comenzar su carrera de noticias, era un actor y modelo de medio tiempo. A partir de febrero de 1997 a marzo de 1999, Flanagan trabajó como reportero de la asignación general del afiliado de CBS WTOC-TV en Savannah, Georgia.
Entre marzo de 1999 y marzo de 2000, Flanagan trabajó como reportero del afiliado de NBC WTWC-TV en Tallahassee, Florida. Después de perder su puesto de trabajo en marzo de 2000, Flanagan, quien era afroamericano, presentó una demanda civil contra WTWC alegando discriminación racial. También supuestamente amenazó con presentar una queja ante la Comisión para la Igualdad de Oportunidades en el Empleo (CIOE). La demanda de Flanagan contra WTWC fue resuelta bajo términos no especificados en enero de 2001 (las operaciones de noticias de WTWC serían suspendidas por su dueño anterior, Sinclair Broadcast Group, en noviembre de 2000 debido a los ratings y cuestiones presupuestarias). Los excompañeros de WTWC más tarde declararon que Flanagan fue despedido por su pobre ética de trabajo y que había fabricado sus denuncias de discriminación.
De acuerdo con su perfil de LinkedIn, Flanagan pasó un corto período de tiempo trabajando en servicio al cliente en una sucursal de Bank of America en San Francisco. Más tarde se unió a la filial de CBS WNCT-TV, propiedad de Media General en Greenville desde 2002 hasta 2004. También encontró trabajo en el afiliado de ABC KMID en Midland, Texas.
WDBJ anunció la contratación de Flanagan, utilizando el nombre profesional de Bryce Williams, como periodista multimedia, el 19 de abril de 2012. Durante su tiempo allí, había tenido acalorados enfrentamientos con compañeros de trabajo y fue señalado de haber violado las normas de periodismo de la compañía, tener un pobre desempeño en el aire, y haber demostrado una falta de reportaje completa. Notas de oficina de WDBJ mostraron que en julio de 2012, Dan Dennison, el entonces jefe de noticias de la estación, ordenó a Flanagan ponerse en contacto con el defensor de la salud tras quejas de sus compañeros de trabajo de que estaban «sintiéndose amenazados o incómodos» al trabajar con él. No está claro si Flanagan hizo esto antes de su despido.
La estación lo despidió el 1 de febrero de 2013, citando su temperamento volátil y dificultades con sus compañeros de trabajo. De acuerdo con un excolega, Flanagan criticó a miembros del personal de redacción después de enterarse de su despido, dando lugar a los empleados siendo puestos en una habitación mientras la policía escoltaba a Flanagan fuera del edificio. Se decía que Ward había grabado a Flanagan mientras era escoltado fuera y tuvo un enfrentamiento con él ese día. También supuestamente lanzó una cruz de madera a Dan Dennison, diciendo: «Necesitas esto». WDBJ proporcionó seguridad a los empleados durante un tiempo después del incidente, y los dirigió a llamar al 9-1-1 si alguna vez regresaba a la estación. Flanagan presentó una denuncia en la CIOE contra la WDBJ, de nuevo alegando discriminación racial; supuestamente incluyendo a Parker en su queja. Tras una investigación, la CIOE desestimó la denuncia después de que las reclamaciones de Flanagan no fueron corroboradas.
Después de su despido, Flanagan consiguió un trabajo en un centro de llamadas de UnitedHealth Group local. Tuvo un enfrentamiento con una empleada que casualmente señaló lo tranquilo que estaba siendo, a lo que se volvió agresivo en su respuesta y le dijo que no hablara con él de nuevo. Uno de los vecinos de Flanagan en su complejo de apartamentos lo describió como una persona arrogante que actuaba rudamente hacia las personas que le rodeaban. Fue observado en ocasiones lanzando heces de gatos en las casas de los vecinos con lo que tuvo disputas.
Flanagan mantenía cuentas en Facebook y Twitter, que se suspendieron después de que fue nombrado como sospechoso en el tiroteo. En ambos perfiles, repitió sus denuncias de discriminación racial contra WDBJ, nombrando específicamente a Parker y Ward. A las 11:14 p. m. de la mañana, después del tiroteo, Flanagan subió un vídeo de 56 segundos realizado en una cámara de teléfono, filmado desde una perspectiva en primera persona de los hechos, a sus cuentas de Twitter y Facebook antes de que fueran suspendidas. El vídeo muestra al tirador caminando a la escena de la entrevista en vivo, y blandiendo un arma de fuego durante unos 15 segundos sin que Ward, Parker o Gardner se dieran cuenta. Él murmura «bitch» («perra»), mientras que apunta el arma a Parker, y baja el arma antes de subirla de nuevo y abrir fuego directamente en Parker. Parker se ve estremecerse antes de intentar correr por su vida, con la luz de la cámara de Ward siendo vista cayendo rápidamente antes de que Flanagan tira la cámara lejos y la apaga. Flanagan esperó hasta que la cámara de noticias de televisión estuviera apuntando a Parker antes de abrir fuego, para asegurarse de que el incidente fue transmitido en vivo en el aire.
Dos horas después del tiroteo a las 8:26 a. m., un fax de 23 páginas fue recibido por ABC News, supuestamente enviado por Flanagan. En el fax, titulado «Suicide Note for Friend & Family» («Nota de suicidio para amigos y familia»), describió sus quejas sobre lo alegó ser discriminación racial y acoso sexual cometido en su lugar de trabajo, creyendo que fue atacado porque era un hombre negro homosexual. Flanagan también afirmó haber sido provocado por la masacre de la iglesia de Charleston que ocurrió más de dos meses antes e hizo comentarios amenazantes sobre Dylann Roof, el único sospechoso en ese crimen. También afirmó que Jehová le había dicho que actuara y expresó su admiración por los autores de las masacres de la Escuela Secundaria de Columbine y Virginia Tech.
Tras la muerte de Flanagan, agentes registraron su coche alquilado y encontraron una serie de artículos. Estos incluyeron una pistola Glock con varios cargadores y municiones, un iPhone blanco, cartas, notas, una lista de «cosas por hacer», y una maleta que contenía tres matrículas y varios disfraces.

## Reacciones
El presidente de los Estados Unidos, Barack Obama, dijo en un comunicado que estaba entristecido por los asesinatos. El gobernador de Virginia Terry McAuliffe dijo en Twitter que estaba entristecido por el tiroteo y reafirmó su apoyo al control de armas. Más tarde hizo llamadas para leyes de armas más duras en el estado y culpó a la legislatura estatal por no aprobar un paquete de medidas de control de armas que propuso a principios de enero. El senador de Virginia Mark Warner dio sus condolencias a las familias de Parker y Ward, así como a WDBJ y a los primeros en responder involcrados.
El 27 de agosto de 2015, el día después del tiroteo, el programa matutino de WDBJ Mornin' siguió adelante como siempre, aparte de la presentadora Kimberly McBroom realizando un minuto de silencio por las víctimas.

## Cobertura de los medios
Los usuarios de Facebook y Twitter criticaron las políticas de los sitios de mostrar videos en reproducción automática, haciendo que los espectadores vieran imágenes gráficas del asesinato sin previo aviso. El incidente fue descrito como «el primer asesinato de redes sociales de Estados Unidos». La Jefa de Directrices de TEPT de la Asociación Estadounidense de Psicología Christine Courtois advirtió que cualquier persona viendo la grabación era probable de estar molesta, y algunos, especialmente los niños y víctimas de trauma, serían más susceptibles a esto (lo que conduce a una reacción de estrés agudo) que otros. Periódicos también fueron criticados por su decisión de publicar imágenes fijas del video telefónico de Flanagan del asesinato en sus portadas. De los tres principales programas informativos nocturnos estadounidenses del 26 de agosto, ABC World News Tonight no mostró ninguna parte del video de Flanagan, NBC Nightly News transmitió una imagen fija del mismo, y CBS Evening News mostró un segmento de 25 segundos del video.